# Гадомець-Єндрикі
Гадомець-Єндрикі (пол. Gadomiec-Jędryki) — село в Польщі, у гміні Кшиновлога-Мала Пшасниського повіту Мазовецького воєводства.
Населення — 88 осіб (2011).
У 1975-1998 роках село належало до Остроленцького воєводства.

## Демографія
Демографічна структура станом на 31 березня 2011 року:
|          | Загалом | Допрацездатний вік | Працездатний вік | Постпрацездатний вік |
| -------- | ------- | ------------------ | ---------------- | -------------------- |
| Чоловіки | 37      | 4                  | 30               | 3                    |
| Жінки    | 51      | 7                  | 34               | 10                   |
| Разом    | 88      | 11                 | 64               | 13                   |